# تویوتا ۸۶
تویوتا جی تی ۸۶ (انگلیسی: Toyota GT 86) یک خودروی ۲+۲ کوپه است که به‌طور مشترک توسط شرکت‌های سوبارو و تویوتا توسعه داده شده و صرفاً توسط سوبارو تولید شد. این خودرو دارای یک موتور بوکسوری با طراحی موتور جلو-محور عقب و با استایل فست‌بک کوپه ۲+۲ است.
این خودرو محصول مشترک سوبارو و تویوتا است و بنابراین این خودرو توسط سوبارو با نام سوبارو بی‌ آر زد و توسط تویوتا با چندین نام تجاری عرضه می‌شود که رایج‌ترین آن تویوتا جی تی ۸۶ است که در آسیا (به جز ایران)، استرالیا، آمریکای شمالی (از اوت ۲۰۱۶)، آفریقای جنوبی و آمریکای جنوبی استفاده می‌شود. این خودرو همچنین در نیکاراگوئه و اروپا نیز با نام با نام تویوتا اف‌تی ۸۶ عرضه می‌شود. از دیگر نام‌های مورد استفاده تویوتا می‌توان به تویوتا جی‌تی ۸۶ و البته سایون اف‌آر-اس که دیگر تولید نمی‌شود اشاره کرد.'
تویوتا جی تی ۸۶ به یک موتور دو لیتری تنفس طبیعی چهار سیلندر ۱۸۰ درجه (باکسر) مجهز است که ۲۰۰ اسب بخار قدرت تولید می‌کند و از نظر کارشناسان خودرو جای توربوشارژر در موتور این خودرو خالی است و از آن به عنوان نقطه ضعف موتور تویوتا ۸۶ یاد می‌کنند.
- تویوتا اف‌تی-اچ‌اس (۲۰۰۷)
- تویوتا اف‌تی-۸۶ جی اسپرت (۲۰۱۰)
- تویوتا اف‌تی-۸۶ دو (۲۰۱۱)
- سوبارو بی‌آرزد پرولوژن (۲۰۱۱)
- سایون اف‌آر-اس اسپرت کوپه (۲۰۱۱)
- سوبارو بی‌آرزد کانسپت اس‌تی-آی (۲۰۱۱)